# Dactylophora
Dactylophora is een monotypisch geslacht van straalvinnige vissen uit de familie van morwongs (Cheilodactylidae).

## Soort
- Dactylophora nigricans (Richardson, 1850)